# Опритово
Опритово — деревня в Клинском районе Московской области, в составе Зубовского сельского поселения. Население — 4 чел. (2010).

## География
Деревня расположена в центральной части района, примерно в 5 км к востоку от райцентра Клин, на безымянном ручье, у истоков безымянного ручья, левого притока реки Лутосня (правый приток Сестры), высота центра над уровнем моря 203 м. Ближайшие населённые пункты — Золино на севере и Кленково северо-востоке.

## История
До 2006 года Опритово входило в состав Новощаповского сельского округа.

## Население
| 2002 | 2006 | 2010 |
| ---- | ---- | ---- |
| 6    | ↘1   | ↗4   |